# Ландшајд
Ландшајд (њем. Landscheid) општина је у њемачкој савезној држави Рајна-Палатинат. Једно је од 107 општинских средишта округа Бернкастел-Витлих. Према процјени из 2010. у општини је живјело 2.037 становника. Посједује регионалну шифру (AGS) 7231503.

## Географски и демографски подаци
Ландшајд се налази у савезној држави Рајна-Палатинат у округу Бернкастел-Витлих. Општина се налази на надморској висини од 310 метара. Површина општине износи 30,2 km². У самом мјесту је, према процјени из 2010. године, живјело 2.037 становника. Просјечна густина становништва износи 67 становника/km².